# トレヴィーリオ
トレヴィーリオ（伊: Treviglio）は、イタリア共和国ロンバルディア州ベルガモ県にある都市であり、その周辺地域を含む人口約3万人の基礎自治体（コムーネ）。
ジェーラ・ダッダ地方の中心都市で、ベルガモ県では県都ベルガモに次いで第2位のコムーネ人口を有する。トレヴィーリオはミラノ、ベルガモ、ブレシア、クレモナに至る鉄道交通の結節点であり、ミラノ近郊鉄道の東端にあたる。

## 地理

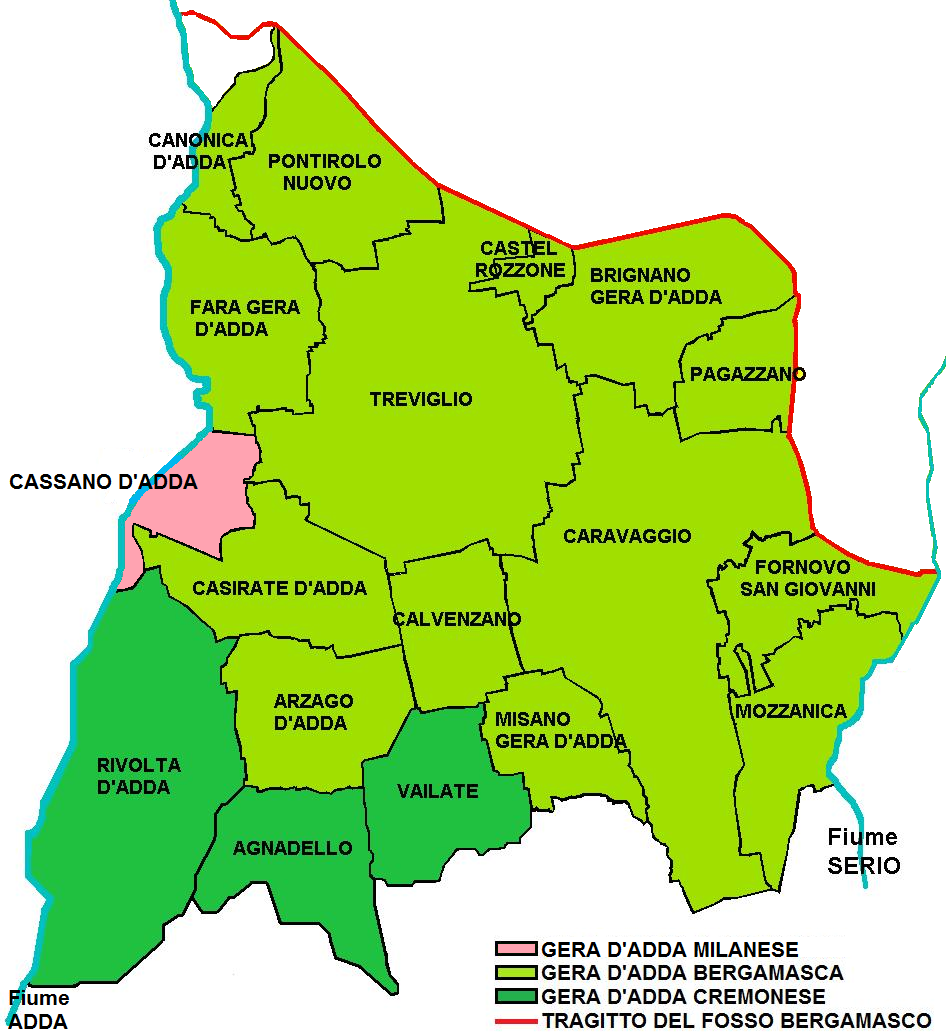
ジェーラ・ダッダ地方は3県にまたがる（黄緑：ベルガモ県、緑：クレモナ県、桃：ミラノ県）。赤線はフォッソ・ベルガマスコで、アッダ川とセーリオ川を結ぶ部分が示されている。

### 位置・広がり
ベルガモ県南西部、ジェーラ・ダッダと呼ばれる地域に位置するコムーネである。県都ベルガモから南南西へ21km、州都ミラノから東北東へ32kmの距離にある。
| 隣接するコムーネは以下の通り。括弧内のMIはミラノ県所属を示す。 - アルチェネ - ブリニャーノ・ジェーラ・ダッダ - カルヴェンツァーノ - カラヴァッジョ - カジラーテ・ダッダ - カッサーノ・ダッダ (MI) - カステル・ロッツォーネ - ファーラ・ジェーラ・ダッダ - ポンティローロ・ヌオーヴォ |

## 行政

### 分離集落
トレヴィーリオには、以下の分離集落（フラツィオーネ）がある。
- Geromina, Castel Cerreto, Battaglie, Pezzoli

## 歴史
イタリア王国の下では、ベルガモ県に3つ置かれた郡 (it:Circondario (Regno d'Italia)) のひとつ、トレヴィーリオ郡 (it:Circondario di Treviglio) の郡庁が置かれた。トレヴィーリオ郡は1926年に廃止された。

## 社会

### 産業
トラクターをはじめとする多国籍農業機械メーカー、SDFグループ (SDF Group) は、当地に本社を置く。もともと1942年設立のSAME社 (it:SAME) が本拠を置いており、ランボルギーニ・トラクター (it:Lamborghini Trattori) 、ドイツファール社 (it:Deutz-Fahr) などを傘下に収めて現在に至る。

## 交通

### 鉄道

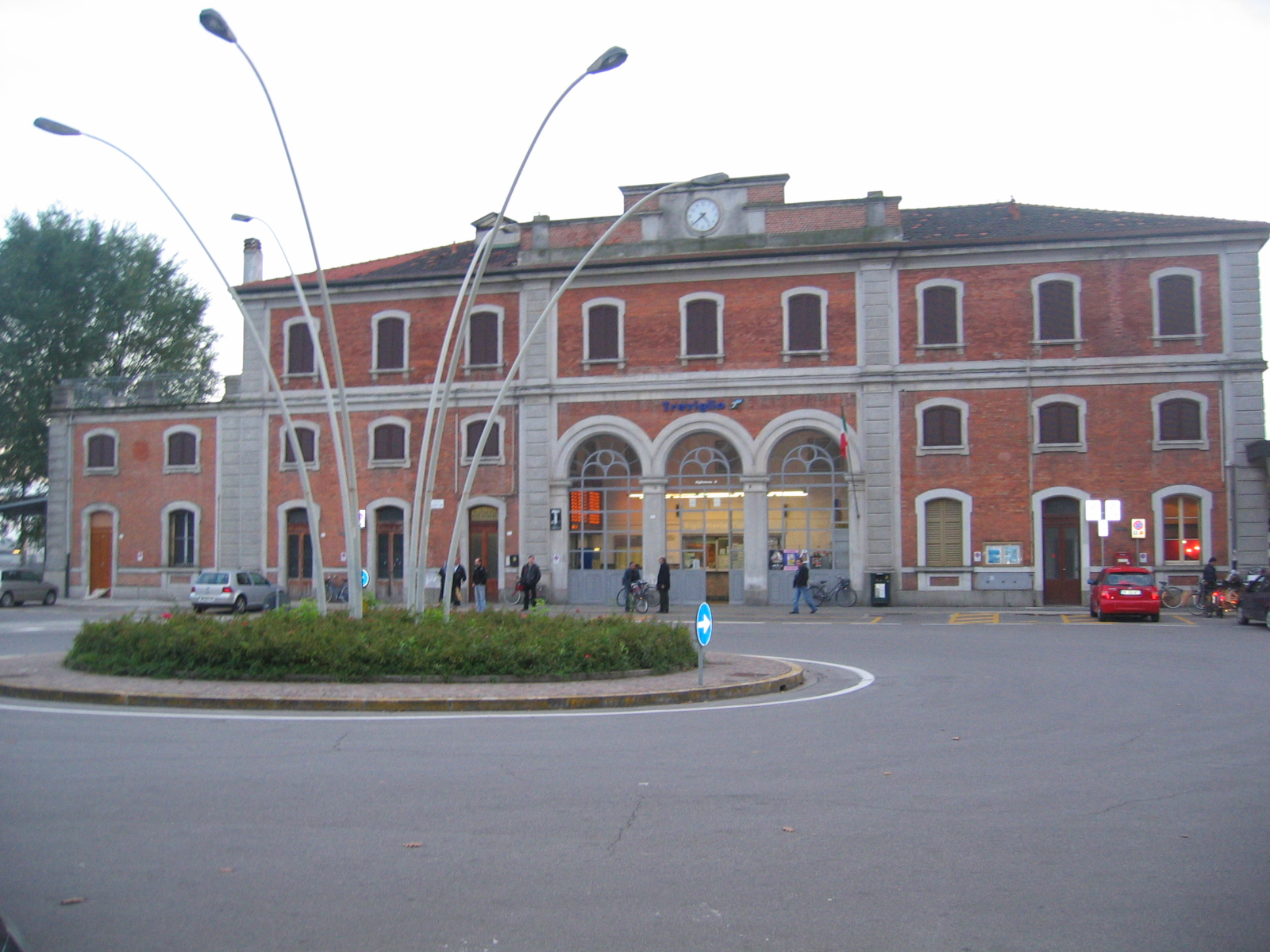
トレヴィーリオ駅

- ミラノ＝ヴェネツィア線 (it:Ferrovia Milano-Venezia) 
  - トレヴィーリオ駅 (it:Stazione di Treviglio)
- ミラノ＝ベルガモ線 (it:Ferrovia Milano-Venezia) 
  - トレヴィーリオ西駅 (it:Stazione di Treviglio Ovest)
- トレヴィーリオ＝クレモナ線 (it:Ferrovia Treviglio-Cremona) 
  - トレヴィーリオ西駅 - トレヴィーリオ駅
- ミラノ＝ヴェローナ高速線 (it:Ferrovia Milano-Verona (alta velocità))

### 道路
高速道路
- アウトストラーダ A35 (it:Autostrada A35)

## 姉妹都市
- Lauingen、ドイツ
- ティエス、セネガル
- Romsey、イギリス

## 人物

### 著名な出身者
- ジャチント・ファッケッティ - 1950-70年代に活躍したサッカー選手。サッカーイタリア代表選手。